# Евсеев, Поликарп Евстифеевич
Полика́рп Евстифе́евич Евсе́ев (1853 — не ранее 1912) — член III Государственной думы от Новгородской губернии, крестьянин.

## Биография

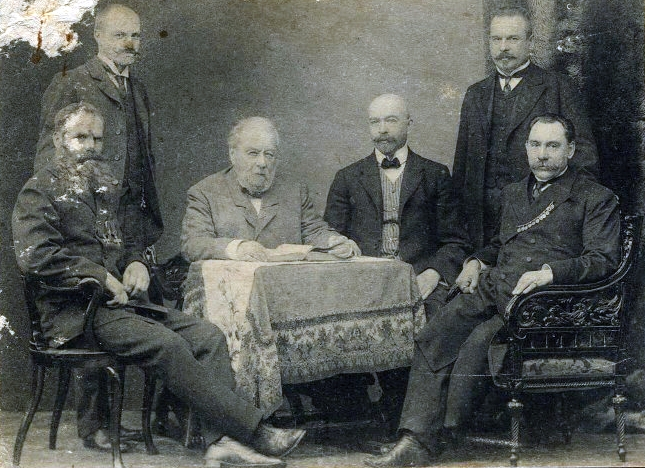
Депутаты Государственной думы Российской империи III созыва от Новгородской губернии.Стоят: Беннигсен Э. П., Половцов Л. В.; сидят: Евсеев П. Е., Румянцев Н. Ф., Тимирёв К. Н., Шульгин М. Я.

Православный, крестьянин села Жабны Жабенской волости Валдайского уезда.
Начальное образование получил дома. В Русско-турецкую войну 1877—1878 годов состоял в действующей армии и за храбрость был награждён двумя знаками отличия Военного ордена 3-й и 4-й степени. Занимался земледелием (50 десятин собственной земли). Был волостным старшиной.
В 1907 году был избран в члены III Государственной думы от Новгородской губернии съездом уполномоченных от волостей. Входил во фракцию октябристов, с 3-й сессии — во фракцию прогрессистов. Состоял членом земельной комиссии. Подписал законопроект «Об упразднении в Белоруссии остатков чиншевого владения».
Дальнейшая судьба неизвестна.